# Zentralstelle für Kreditinformation
Über die Zentralstelle für Kreditinformation  – Verein zur Führung einer Zentralstelle für Kreditinformationen (ZEK) – tauschen schweizerische Finanzdienstleister gegenseitig Kredit- und Bonitätsinformationen über Privatpersonen und (in beschränktem Umfang) über juristische Personen aus, um sich vor Kreditausfällen zu schützen. 2007 wurden rund 3 Millionen Bonitätsabfragen durchgeführt. Per 31. Dezember 2010 waren 1'449'303 Personen in der Datenbank registriert (2007: 1'420'185 Personen).
Die ZEK hat Ähnlichkeiten mit der Schufa in Deutschland, mit dem Unterschied, dass die Bonitätsinformationen ausschliesslich den autorisierten Mitgliedern angeboten werden.

## Geschichte
Vorläufer war eine seit 1945 bestehende ‚Meldezentrale‘. 1968 wurde der „Verein zur Führung einer Zentralstelle für Kreditinformation (ZEK)“ gegründet. Seit 1974 wird das Informationssystem elektronisch geführt.

## Organisation
Inhaberin des ZEK-Informations- und Meldesystem ist der „Verein zur Führung einer Zentralstelle für Kreditinformation (ZEK)“. Die Vereinsmitglieder finanzieren den Verein durch Beiträge und Abfragegebühren. Der Verein hat einen Vorstand, eine Geschäftsstelle und eine Kommissionen für Technik und Finanzen.
Die ZEK ist mit der Informationsstelle für Konsumkredit (IKO) organisatorisch und personell eng verbunden. Die beiden Stellen sind jedoch rechtlich voneinander unabhängig.

## Mitglieder
Vereinsmitglied werden können Unternehmen, die gewerbsmässig Kreditverkäufe finanzieren, Kredite in eigener Form gewähren, Miet- und Leasingverträge über bewegliche Güter abschliessen bzw. bevorschussen oder Kreditkarten und Zahlungsverkehrskarten herausgeben oder ähnliche Geschäfte abwickeln. Per Ende 2020 belief sich die Anzahl der Mitglieder auf 117 Unternehmen, darunter viele Universalbanken sowie diverse Kantonalbanken, Leasinggesellschaften und Kartenherausgeber.

## ZEK-Datenbank
Die Datenbank ist im WebDatareg des Eidgenössischen Datenschutz- und Öffentlichkeitsbeauftragten (EDÖB) registriert und wird elektronisch geführt. Sie lässt sich einbinden in ein Customer Information Control System und erlaubt z. B. die Abfrage über webbasierte Anwendungen.

### Inhalt
Die Datenbank umfasst insbesondere folgende Daten:
- Personendaten: Name, Vorname, Geburtsdatum, Adresse, Nationalität.
- Geschäftsdaten: Kredite, Miet- / Leasingverträge, Kredit-, Kundenkarten, Zahlungsstörungen, Kartenkredite, Amtsinformationen.

### Datenbankeingabe (Meldung)
Die Eingabe in die Datenbank erfolgt durch genormte Meldungen der Mitglieder. Für gewisse Geschäfte (z. B. Kreditgesuche) sind die Mitglieder meldepflichtig. Ansonsten sind Meldungen freiwillig. Für Datenmeldungen wird eine Vergütung gutgeschrieben.

### Datenbankabfrage (Anfrage)

#### Mitglieder, beauftragte Dritte
Zugriff auf die Datenbank haben nur autorisierte Mitglieder sowie von diesen beauftragte, von der ZEK autorisierte Drittfirmen. Bei jeder Abfrage ist ein Anfragegrund anzugeben. Ein besonderer Interessenachweis ist aber nicht erforderlich. Die Datenbankabfrage erfolgt auf konkrete Anfrage oder, wenn sich wesentliche Beurteilungskriterien für registrierte Personen ändern, automatisch an die betroffenen Mitglieder. Datenabfragen sind gebührenpflichtig.
Eine Abfrageverpflichtung haben Mitglieder vor der Prüfung von Kreditgesuchen. Im Übrigen ist die Abfrage freiwillig. Eine typische freiwillige Abfrage bezweckt die Überprüfung von beliebigen Vertragsangeboten, von eigenen laufenden Verträgen oder des Firmeninhabers einer juristischen Personen.

#### Behörden
Die Geschäftsstelle gewährt Behörden auf berechtigte Anfragen hin Auskunft. Die bei ZEK gespeicherten Daten dürfen innerhalb der Schweiz an kantonale Behörden weitergegeben werden.

#### Selbstauskunft
Jede Person hat ein Auskunftsrecht betreffend über sie gespeicherte Daten gemäss Art. 8 des Datenschutzgesetzes. Das Auskunftsrecht kann grundsätzlich ohne Nachweis eines Interesses geltend gemacht werden. Die Auskunft ist in der Regel kostenlos und muss innert 30 Tagen erteilt werden. Auf das Auskunftsrecht kann nicht verzichtet werden.

### Aufbewahrungsdauer
Die Aufbewahrungsdauer richtet sich nach dem registrierten Vorgang. Ein offenes Kreditgesuch wird z. B. 3 Monate lang gespeichert; der Hinweis auf eine Bevormundung dagegen maximal 30 Jahre lang. Vertragspartnerprobleme werden 5 Jahre lang aufbewahrt. Im Einzelnen kann die Aufbewahrungsdauer einem Reglement entnommen werden.

### Scoring
Die ZEK-Datenbank enthält Angaben über die Bonität in Codeform. Einsicht auf diese Bonitäten haben ausschliesslich die aufgenommenen Vereinsmitglieder.

### Fehlerberichtigung, Beanstandungen
Die Mitglieder sind, wie jeder Inhaber einer Datensammlung, gemäss Art. 5 des Datenschutzgesetzes verpflichtet, für die Vollständigkeit und Richtigkeit der von ihnen gespeicherten Daten zu sorgen. Da die ZEK Inhaber ihrer Datensammlung im Sinne von Art. 3 lit. i des Datenschutzgesetzes ist, können Beanstandungen des Inhaltes einer ZEK-Auskunft direkt an den Verein gerichtet werden, ohne zuvor das betreffende Mitglied zu kontaktieren. In begründeten Fällen muss die ZEK falsche Einträge korrigieren.

## Weitergabe von ZEK-Daten
Die Mitglieder sind verpflichtet, aus der Datenbank bezogene Daten nicht an Dritte weiterzugeben. Gefälligkeitsabfragen (z. B. an gute Kunden oder für den Privatgebrauch von Mitarbeitern) sind unzulässig.

## Bankgeheimnis, Datenschutz
Die Banken unter den Mitgliedern unterstehen dem Bankgeheimnis. Für alle Mitglieder gilt jedoch die konforme Einhaltung des Datenschutzgesetzes der Schweiz. Daher müssen Mitglieder, welche Kundeninformationen bzw. obligatorische Meldungen durchführen, gemäss Reglement des Vereins ZEK, zweckgebunden über die Datenbearbeitung bei ZEK informieren, eine Einwilligung sowie Personenidentifikation sicherstellen. Dazu dienen explizit ausformulierte Formulare wie z. B. Antragsformulare für Kredite, Leasing oder Kreditkarten.